# Kathleen McGowan
Kathleen McGowan (22 maart 1963) is een Amerikaans schrijfster, vooral bekend van De Magdalena-reeks. Wereldwijd werden er al meer dan een miljoen boeken van haar verkocht.

## Magdalena-reeks
De Magdalena-reeks is een literaire trilogie. In 1989 werkte McGowan aan haar eerste roman, Het Magdalena Mysterie, (Engels: The Expected One) dat in 2005 door haarzelf in eigen beheer werd uitgegeven met een oplage van 2500 exemplaren. Een jaar later had McGowan een contract met Simon & Schuster en werd het boek opnieuw gepubliceerd. De hoofdfiguur van het boek is Maria Magdalena, waarvan zij beweert dat zij een afstammeling is.
Het tweede deel in de serie, Het Jezus Mysterie, (Engels: The Book of Love) verscheen in 2009 en focust op het leven van Mathilde van Toscane.
In het derde deel Het Medici mysterie (Engels: The Poet Prince) staat Lorenzo I de' Medici centraal.
In elk boek van de serie wordt de hoofdrol vertolkt door Maureen Paschal, die is belast met de ontdekking van historische documenten uit het christendom. Andere personages zijn onder andere Berenger Sinclair, Tamara Wisdom en Destino.

## Werken
- The St. Patrick's Day Song (tekst)
- Sherdhana's Hand (tekst)
- Het Magdalena Mysterie, Touchstone (2006)
- Het Jezus Mysterie, Touchstone (2009)
- The Source of Miracles: Seven Steps to Transforming Your Life Through the Lord's Prayer, Fireside (2009)
- Het Medici mysterie (2010)